# 가브리엘 선데이
게이브리얼 선데이(Gabriel Sunday, 1985년 10월 18일 ~ )는 미국의 배우이다.
페탈루마에서 태어났다.

## 출연 작품
- 하이 하우 아 유 다니엘 존슨? (2015년)
- 팔콘 송 (2014년)
- 마이 바리스타 (2011년) - 윌리엄 역
- 마이 수어사이드 (2009년)
- 서기 1년 (2009년) - 세스 역
- 테이킹 우드스탁 (2009년)
- 틴 에이지 마술쇼 (2005년)

### 텔레비전
- 잭과 코디, 우리집은 호텔 스위트 룸 (2005년)